# Анненкова, Мария Сергеевна
Мари́я Серге́евна А́нненкова (6 июня 1837, Новокутово, Оренбургская губерния — 13 июля 1924, Генуя) — фрейлина великой княгини Александры Иосифовны, которая увлекалась спиритизмом.
Старшая дочь известного своим авантюризмом и разгульным образом жизни чиновника Сергея Петровича Анненкова (1815 года рождения) и Екатерины Дмитриевны Шидловской (1818 года рождения). Сестра Надежды Анненковой, морганатической супруги герцога Николая Лейхтенбергского.
После окончания Патриотического института, весной 1855 года была принята фрейлиной ко двору великой княгини Александры Иосифовны. Во время сеансов спиритиза Анненкова впадала в транс, ей являлась Мария Антуанетта, которая открыла ей, что якобы она на самом деле внучатая племянница Людовика XVI. Как полагают, эту историю Анненкова сочинила вместе с отцом с целью вытянуть деньги и другие выгоды у императорской семьи.
Фрейлина А. Ф. Тютчева утверждает, что в свои магнетические сеансы Анненкова сумела втянуть и великого князя Константина, а впечатлительная Александра Иосифовна под влиянием шестимесячного злоупотребления магнетизмом чуть было не сошла с ума, и у неё сделался выкидыш.
В 1856 году императрица Мария Александровна отправила Анненкову для поправки здоровья за границу, в сопровождении камер-фрау В. А. Берг. Живя за границей, состояла в переписке с императором и императрицей, в своих письмах грозила и требовала, чтобы её признали принцессой Бурбонской. В Париже своим рассказом очень удивила Наполеона III.
Анненкова убедила в своих притязаниях генуэзского маркиза (позднее герцога) Гаэтано де Феррари (1818—1893) и в 1873 году стала его женой. В 1884 году на неё пало подозрение в попытке шантажировать герцога Лейхтенберского, женатого на её сестре. В целях себя реабилитировать, она в 1885 году, впервые после высылки, приехала в Россию и через Победоносцева пыталась добиться от Александра III признания её невиновной в этом деле. Удовлетворённый её объяснениями, император отказался её принять. Не получив аудиенции, она уехала обратно за границу.
Единственная дочь Марии Анненковой — Анна Мария де Феррари (замок Монталлегро, 23 марта 1874 — утонула в озере Гарда 25 ноября 1924). С 1895 года супруга Шипионе Боргезе, главы одноимённого княжеского дома. В 1898 г. увлеклась фотографией, в марте 2013 года её фотоработы привозили на выставку в Москву.